# Eriogonum ammophilum
Eriogonum ammophilum är en slideväxtart som beskrevs av James Lauritz Reveal. Eriogonum ammophilum ingår i släktet Eriogonum och familjen slideväxter. Inga underarter finns listade i Catalogue of Life.